# Calceolaria vulpina
Calceolaria vulpina là một loài thực vật có hoa trong họ Calceolariaceae. Loài này được Kraenzl. mô tả khoa học đầu tiên năm 1916.